# ويليام تي. ريدموند
ويليام تي. ريدموند هو قسيس وكاتب ومدرس وسياسي أمريكي، ولد في 28 يناير 1955 في شيكاغو في الولايات المتحدة. نشط حزبياً في الحزب الجمهوري.

## مناصب
- في انتخابات مجلس النواب الأمريكي 1996 [الإنجليزية]‏، انتخب عضو مجلس النواب الأمريكي [الإنجليزية]‏ عن دائرة الدائرة الكونغرسية الثالثة لنيومكسيكو [الإنجليزية]‏ وقد انضم خلال فترته النيابية [الإنجليزية]‏ (13 مايو 1997 – 3 يناير 1999) للكتلة البرلمانية الحزب الجمهوري.
- انتخب مندوب [الإنجليزية]‏.
- انتخب عضو  [لغات أخرى]‏.
- انتخب عضو مجلس النواب الأمريكي [الإنجليزية]‏.